# Corsano
Corsano es una localidad italiana de la provincia de Lecce, región de Puglia, con 5.742 habitantes.

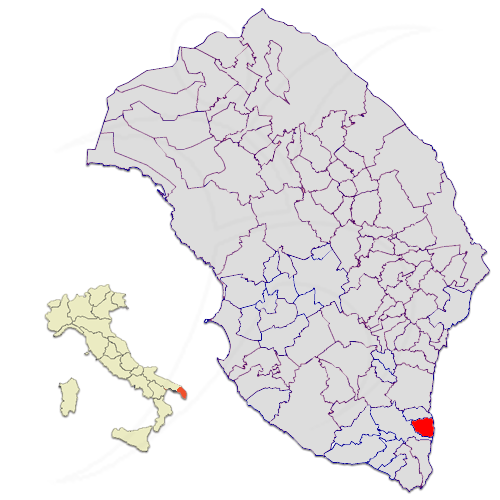
Ubicación de la ciudad de Corsano dentro de la provincia de Lecce.

## Evolución demográfica
| Gráfica de evolución demográfica de Corsano entre 1861 y 2001 |
|                                                               |
| Fuente ISTAT - elaboración gráfica de Wikipedia               |